# Víctor Israel
Víctor Israel, (eredeti neve spanyolul José María Soler Vilanova, katalánul Josep María Soler Vilanova. (Mataró, 1929. június 13. – Barcelona, 2009. szeptember 19.)) katalán nemzetiségű spanyol filmszínész. Életműve mintegy 140 különböző filmet tartalmaz. Legkiemelkedőbb darabjai horror- és spagettiwesternfilmek.

## Élete
Barcelona mellett született Felip Soler és Rosalina Vilanova gyermekeként.
Víctor Israel eredetileg kereskedelmi tanulmányokat folytatott, de már idejekorán megmutatkozott széleskörű affinitása a kultúra és a művészetek felé. Színművészeti tanulmányait az Escuela de actores de la Ciudad Condal színi tanodában végezte, mellette hallgatott pszichológiát, filozófiát, kapcsolati tanulmányokat, nyelveket és zenét is. Drámai tanulmányokat az Institut del Teatra intézetnél folytatott.
Az 1960-as évek elején debütált egyszerű mellékszerepekben. Első komolyabb szerepét Antonio Isasi-Isasmendi 1962-es háborús filmjében, a Halottak földjében (Tierra de todos) kapta. Ugyanebben az évben az angol Michael Carreras western forgatott Spanyolországban, a Tierra brutal-t, amelyben szintén volt egy kisebb mellékszerepe. Talán senki sem gondolta, hogy mind Israel, mind számos másik spanyol, vagy olasz kollégája, akik részt vettek a Tierra brutal forgatásán, később szereplői lesznek az új műfaj, a makaróniwestern sor fontos, vagy kevésbé érdemleges darabjának.
A következő öt esztendőben Israel még öt másik westernfilmben volt mellékszereplő. 1966-ban A Jó, a Rossz és a Csúfban egy lezüllött konföderációs katonatisztet alakít, aki éppen Lee van Cleeffel beszélget. Még a hatalmas közönségsikerű, legendás filmprodukcióban, az 1965-ös Doktor Zsivágóbanban felbukkant, egy kórházi beteget alakítva, még korábban egy szintén Spanyolországban, John Wayne-nel leforgatott westernben A cirkusz világá-ban is ott volt.
Víctor Israel nem az a fajta színész volt, aki jó megjelenésével váltott ki elismerést. Korán kopaszodott, egész életében kancsal volt, alacsonytermetű és ráadásul hibás fogazatú. Ez adta viszont jellegzetes karakterét a filmekben, amelyhez még sajátos tehetsége, s a filmkészítőkkel szembeni nagy lojalitása, ugyanakkor rendkívüli intelligenciája párosult. Testi hibáival képes volt rémalakokat megmintázni horrorfilmekben, vagy épp bohókás, szimpatikus, együgyű emberkéket komédiákban, westernekben és egyéb filmekben. Igen gyakran alakított papokat és szerzeteseket is, mivel sajátos kinézete erre is nagyon alkalmassá tette. Emellett televíziós műsorokban és szinkronoknál is tevékenykedett.
Egyszer-egyszer összeakadt világsztárokkal is, mint az 1965-ös Kettős hadművelet-ben Jean Marais-val, az 1972-es Horror Express-ben Telly Savalassal, vagy pedig Orson Wellessel az ugyanebben az évben forgatott A kincses sziget-ben, amelynek már több feldolgozása is született, s az egyik ilyet Charlton Hestonnal forgatták. Megfordult még Az angyalok is esznek babot c. krimi vígjátékban, amelynek Bud Spencer és Giuliano Gemma voltak a főszereplői, de nem voltak közös jeleneteik a filmben. Ebben a produkcióban Israel egy rendőrségi spiclit alakít, akit Júdásnak hívnak. A gyámoltalannak tűnő kisember valójában egy törekvő karrierista, aki méltó akar lenni nevére. Nem az anyagiak vezérlik, egyszerűen szereti a "munkáját," épp ezért mindig csak harminc dollárt kér az információiért cserébe, s azt is ezüstszínű aprópénzben.
Voltak még ezeken kívül olyan filmalkotások, ahol Kirk Douglas, Yul Brynner, Franco Nero, Jack Palance, Eli Wallach, Jeffrey Hunter, Omar Sharif, Marty Feldman, sőt Natalie Portman játszották a főbb szerepeket, s mellettük dolgozott Israel is. Emellett a szinkronizálás területén is tevékenykedett, ő adta Marty Feldman spanyol hangját, aki betegsége révén kidülledő szemei miatt és egyéb vonásaival kifejezetten Israelre emlékeztetett.
A Franco-diktatúra megszűnésével az addig betiltott katalán nyelvet hivatalos rangra emelték Spanyolországban és elindult a katalán filmgyártás is. Ignasi P. Ferré rendező 1983-ban leforgatta az első katalán horrorfilmet, a Morbus-t, amelyben az egyik főszerep eljátsszására Israelt kérte fel, aki itt szólalt először anyanyelvén. Utolsó nagyobb filmszerepe is katalán nyelven volt, egy részben andorrai filmprodukcióban, a Stiges-Nagasaki c. komédiában (2007).
Életéről dokumentumfilm is készült 2010-ben, Diego López és David Pizarro összeállításában: Víctor Israel gonosz arca (Los perversos rostros de Víctor Israel). Kétségtelen, hogy Spanyolország egyik legfontosabb színészei között volt.

## Magyar hangjai
Több olyan filmet is bemutattak Magyarországon, amelyekben Víctor Israel szerepelt, de nem mindegyikben volt szükséges szinkronizálni, mivel némelyik filmben nem beszélt, csupán mozdulataival, vagy arckifejezéseivel alakított. Ismert magyar hangjai Botár Endre, Kézdy György és Uri István.

## Fontosabb filmjei
- A halottak földje (Tierra de todos), 1962
- Tierra brutal, 1962
- A cirkusz világa (Circus World), 1964
- Kettős hadművelet (Train d'enfer), 1965
- Doktor Zsivágó, 1965
- Arábiai Totó (Totò d'Arabia), 1966
- A kalózkapitány újra tengerre száll (Il grande colpo di Surcouf), 1966
- A Jó, a Rossz és a Csúf, 1966
- Jöttem, láttam, lőttem (I tre che sconvolsero il West), 1968
- A cowboy száz halottja (Una pistola per cento bare), 1968
- Tetőnk a csillagos ég (...e per tetto un cielo di stelle), 1968
- Élve, de inkább holtan (Vivi o preferibilmente morti), 1969
- Frank Mannata igaz története (¡Viva América!), 1969
- Egy kincskereső Mexikóban (Vamos a matar, compañeros), 1970
- Világítótorony a világ végén (The Light at the Edge of the World), 1971
- Kötél és arany (¡Viva la muerte... tua!), 1971
- Horror Express, 1972
- Rablás női módra (Trop jolies pour être honnêtes), 1972
- A rejtelmes sziget (La isla misteriosa), 1973
- Az angyalok is esznek babot, 1973
- A rendőrség megbélyegez, a törvény felment (La polizia incrimina la legge assolve), 1973
- Vadnyugati szamuráj (Il bianco il giallo il nero), 1975
- Az égő Barcelona (La ciutat cremada), 1976
- Nem kell mindig kaviár (Es muß nicht immer Kaviar sein), tévésorozat
- Zűrzafír, avagy hajsza a kék tapírért (The Last Remake of Beau Geste), 1977
- Morbus, 1983
- A tengeri kígyó (Serpiente de mar), 1984
- Denver, 1985
- El anticristo 2 (Magic London), 1989
- Tíz nap nélküled (El cielo abierto), 2001
- Goya kísértetei (Goya's Ghosts), 2006
- Sitges-Nagasaki, 2007